# Fenice (valuta)
La fenice (greco: φοίνιξ) è stata la prima valuta del moderno Stato greco. Venne introdotta nel 1828 dal governatore Giovanni Capodistria ed era suddivisa in 100 lepta.
Il nome adottato derivava da quella della fenice, l'uccello mitologico scelto come simbolo per indicare la rinascita della Grecia. La fenice sostituì i kuruş turchi con un rapporto di sei fenici per un kuruş.
Venne coniata una quantità ridotta di fenici e la maggior parte delle transazioni in Grecia continuò ad essere effettuata con valuta straniera. Non avendo a disposizione abbastanza metallo prezioso da utilizzare per coniare più monete, nel 1831 il governo emise 300.000 fenici aggiuntive in banconote senza alcun fondo per sostenerle. Come risultato, le banconote vennero universalmente rifiutate. Nel 1832 il sistema valutario fu riformato e venne introdotta la dracma per sostituire alla pari la fenice.

## Monete
Furono coniate monete in rame da 1, 5,10, 20 lepton. La moneta da 1 fenice era invece d'argento al titolo di 943/000 con un peso di 3,870 g ed un diametro di 29 millimetri. Fu coniata solo nel 1828 nella zecca di Egina.
Tutte le monete presentavano al dritto la fenice che risorge dal fuoco con in alto una croce e sulla sinistra in alto dei raggi solari. Intorno ΕΛΛΗΝΙΚΗ ΠΟΛΙΤΕΙΑ. In esergo, in alcuni casi dentro un ovale, αωκα (1821 nell'antico sistema di numerazione greco). Anche l'uso del sistema di numerazione greco, come la fenice, era un simbolo della rinascita greca.
Al rovescio era indicato il valore dentro una corona di alloro ed intorno ΚΥΒΕΡΝΗΤΗΣ Ι. Α. ΚΑΠΟΔΙΣΤΡΙΑΣ , cioè Giovanni Capodistria che fu il primo capo di Stato della Grecia, con il titolo di kubernetes, governatore. In esergo la data e ai lati i segni di zecca (Egina), cioè un'ancora e una catena.